# Michael McGivney
Michael Joseph McGivney (* 12. August 1852; † 14. August 1890) war ein US-amerikanischer katholischer Priester mit irischen Wurzeln. Er war der Gründer der Kolumbusritter, einer römisch-katholischen Männervereinigung, die auf lokaler Ebene als Netzwerk zur gegenseitigen Unterstützung und Absicherung ihrer Mitglieder entstand, insbesondere für Immigranten und deren Familien, und sich im Verlauf des 20. Jahrhunderts zur weltweit größten katholischen Laienorganisation für Männer entwickelte.
Michael J. McGivney wurde am 31. Oktober 2020 seliggesprochen. Sein Gedenktag ist der 13. August.

## Leben
Seine Eltern, Patrick und Mary (Lynch) McGivney, kamen in der Mitte des 19. Jahrhunderts als Immigranten aus Irland in die Vereinigten Staaten. Michael war der älteste Sohn von insgesamt 13 Kindern, von denen 6 im Säuglings- bzw. Kindesalter starben. Sein Vater arbeitete als Gießer in einer Messingfabrik in Waterbury, Connecticut. Michael selbst verließ die Schule mit 13 Jahren, um ebenfalls in dem Messingwerk zu arbeiten.

## Studium
Im Alter von 16 Jahren trat McGivney 1868 in das Priesterseminar in Québec in Kanada ein. Anschließend setzte er sein Studium in der Nähe von Niagara Falls im Bundesstaat New York fort (1871–1872), sowie am Seminar der Jesuiten im kanadischen Montreal.
Während seiner Seminarszeit gründete er zusammen mit anderen Seminaristen ein Baseballteam; er galt als Naturtalent. Im Juni 1873 musste er aufgrund des Todes seines Vaters das Priesterseminar vorerst verlassen, konnte aber seine Priesterausbildung kurze Zeit später am Seminar in Baltimore fortsetzen und wurde am 22. Dezember 1877 in der Kathedrale von Baltimore zum Priester geweiht.

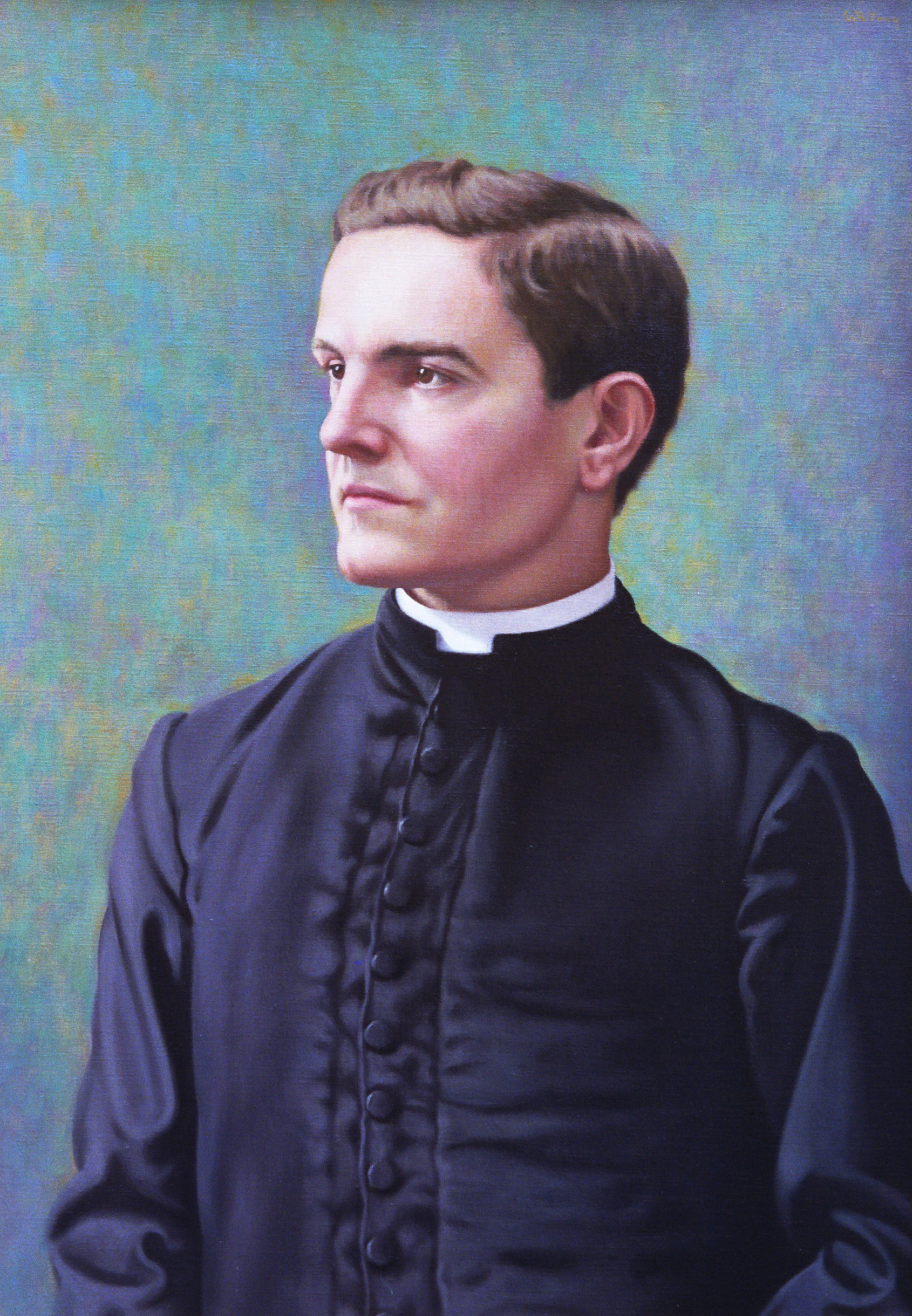
Michael J. McGivney

## Gründung der Kolumbusritter
Aus eigener Erfahrung kannte McGivney die verheerenden Auswirkungen, die der frühe Tod des Vaters auf Einwandererfamilien hatte. Auch erlebte er, dass viele Katholiken immer noch Probleme hatten, sich in den Arbeitsmarkt zu integrieren. Am 29. März 1882 gründete McGivney, der für seinen unermüdlichen Einsatz bekannt war, als er Hilfspfarrer an der Saint Mary’s Church in New Haven in Connecticut war, mit einer kleinen Gruppe von Gemeindemitgliedern die Kolumbusritter als Hilfsorganisation, um im Falle des Todes der Männer deren Witwen und Waisen finanziell zu unterstützen. Die Organisation entwickelte sich zu einer brüderlichen Männervereinigung.
Der Kolumbus-Ritterorden gehörte zu den ersten Gruppen, die, zurückgehend auf das Jahr 1937, während der Großen Depression Blutspenden organisierten. Im Jahr 2013 hatte der Orden mehr als 1,8 Millionen Mitgliedsfamilien und 15.000 Räte. Im Jahr 2012 spendete der Orden 167 Millionen Dollar und 70 Millionen Arbeitsstunden für wohltätige Zwecke.
Im Jahr 2020 erreichte die Vereinigung die Marke von 2 Millionen Mitgliedern. Im Jahr 2019 spendeten die Mitglieder insgesamt 187 Millionen Dollar und 77 Millionen Arbeitsstunden für wohltätige Zwecke.

## Letzte Jahre und Tod
McGivney verbrachte sieben Jahre in St. Mary’s und wurde dann 1884 Pfarrer der St. Thomas Church in Thomaston. Er starb im Alter von 38 Jahren am Vorabend von Mariä Himmelfahrt 1890 in Thomaston an einer Lungenentzündung.

## Seligsprechung
McGivneys Seligsprechungsprozess wurde im Jahr 1997 eröffnet. Am 15. März 2008 verabschiedete Papst Benedikt XVI. ein Dekret, das den heroischen Tugendgrad des Priesters anerkannte und ihn zum „Ehrwürdigen Diener Gottes“ erklärte.
Am 27. Mai 2020 wurde ein Wunder, das der Fürsprache McGivneys zugeschrieben wird, von der Kongregation für die Selig- und Heiligsprechungsprozesse anerkannt und von Papst Franziskus autorisiert. Das Wunder umfasste die Heilung eines ungeborenen Kindes im Mutterleib im Jahr 2015, dem die Ärzte keine Überlebenschance gegeben hatten.
Am 31. Oktober 2020 wurde die Seligsprechungsmesse für Michael McGivney in der Kathedrale von Saint Joseph in Hartford, Connecticut, gefeiert.
Sein Gedenktag ist der 13. August, der Tag zwischen seinem Geburts- und Sterbetag.

## Würdigung
In den USA sowie in Kanada sind jeweils Schulen nach Michael McGivney benannt: Die Father Michael McGivney Catholic Academy in Ontario, Kanada und die Father McGivney Catholic High School in Glen Carbon, Illinois, USA. Die Catholic University of America benannte ein Gebäude auf ihrem Campus als McGivney Hall.
Ein Buntglasfenster, das McGivney darstellt, befindet sich im St. John Fisher Seminar in Stamford, Connecticut.

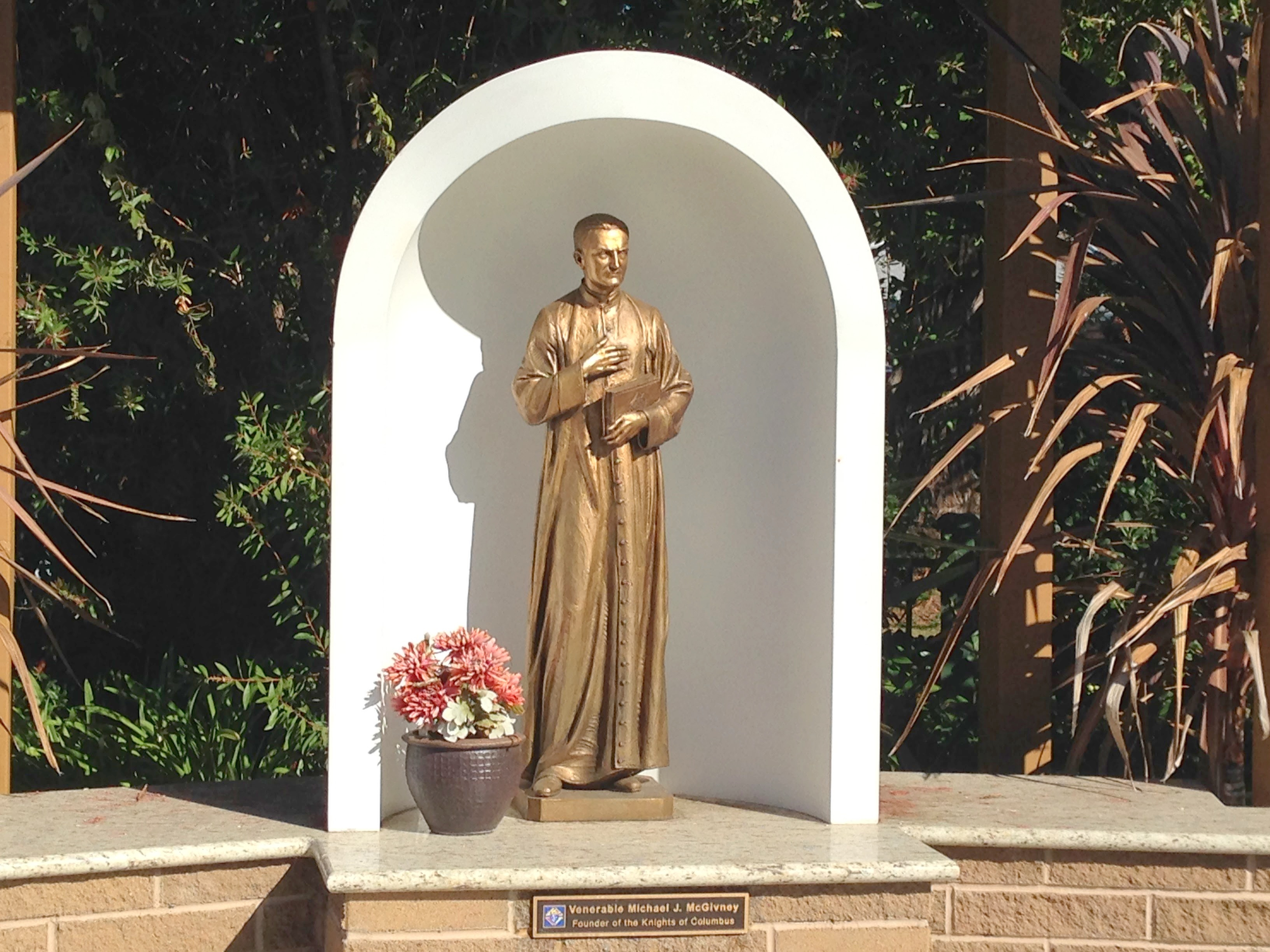
Michael J. McGivney-Denkmal, Gründer der Kolumbusritter, Church of the Ascension in Saratoga, Kalifornien, USA
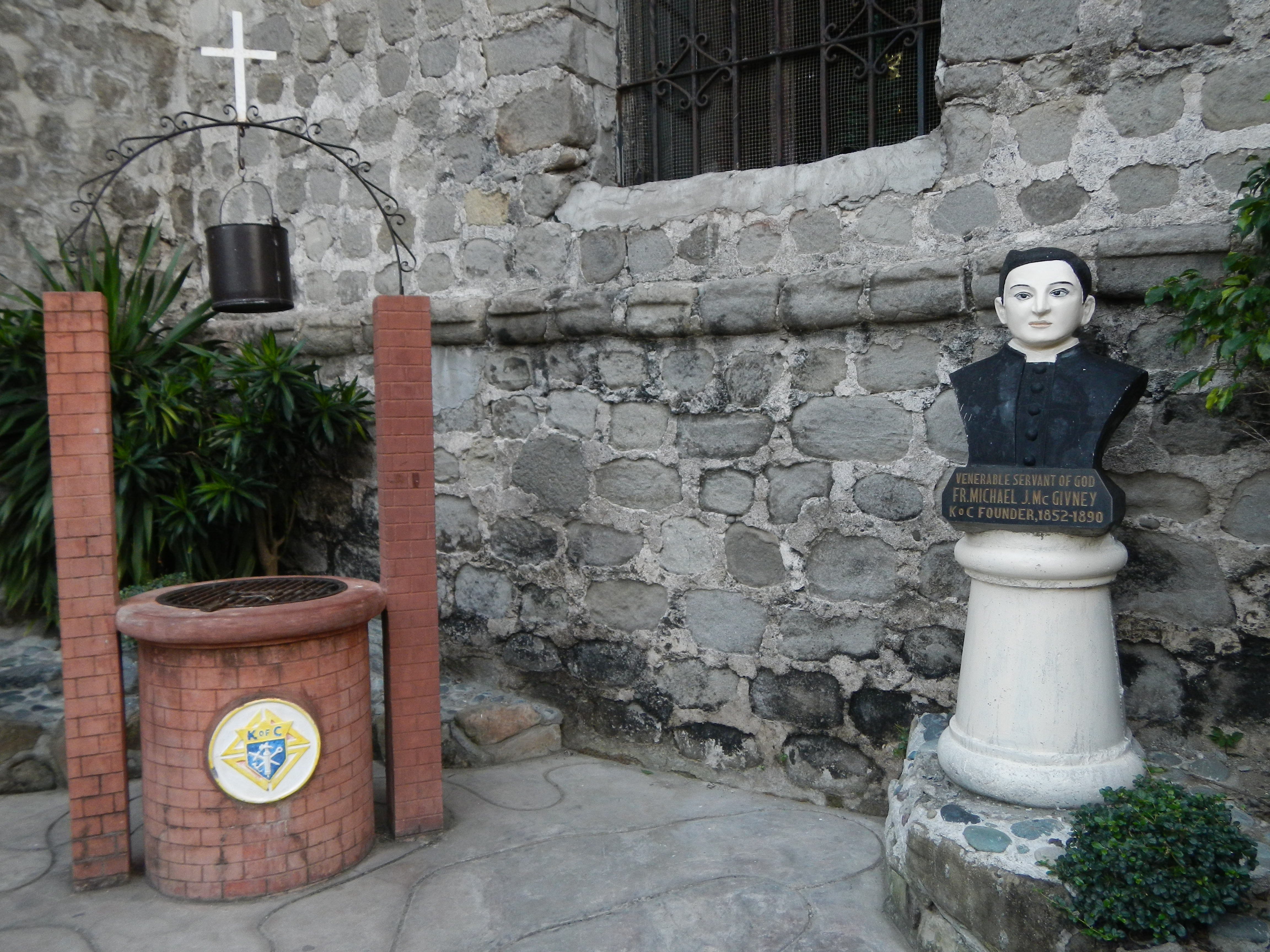
Michael J. McGivney-Denkmal in der Sts. Peter & Paul Parish Church, Bauang, La Union, Philippinen
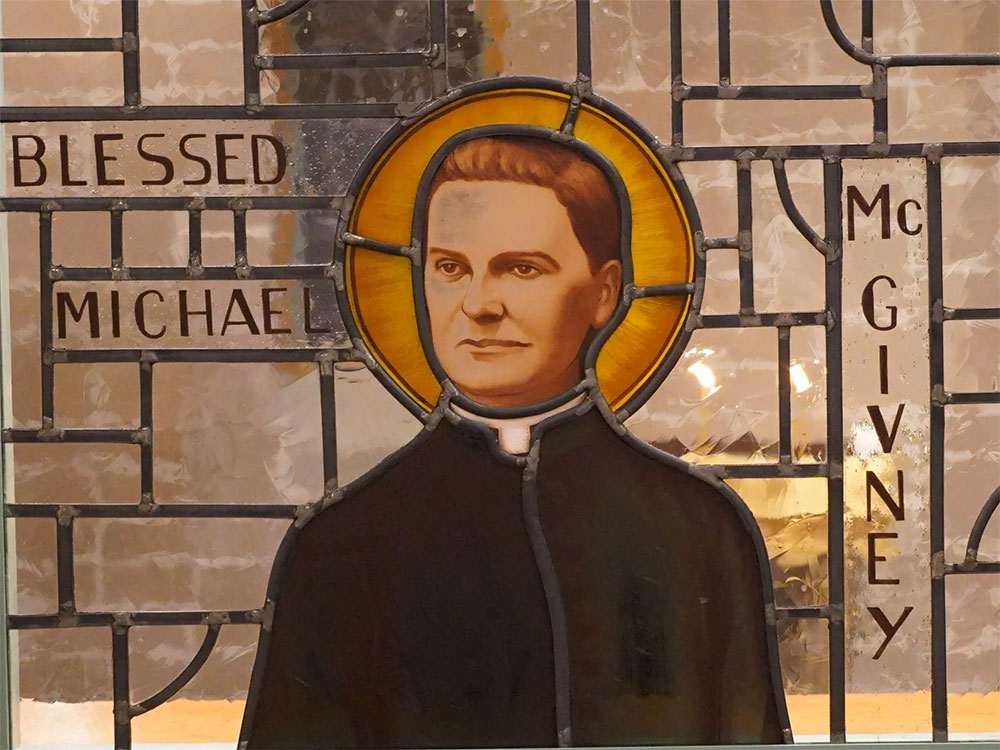
St. Catherine of Siena Church, Trumbull CT